# Tour della nazionale maschile di rugby a 15 della Francia 2013
Il tour 2013 della Nazionale di rugby a 15 della Francia si tenne nel giugno 2013 e previde tre test match in Nuova Zelanda contro gli All Blacks campioni del mondo in carica, e un incontro infrasettimanale contro la franchise dei Blues.
In Nuova Zelanda la serie dei tre incontri fu chiamata, per esigenze di sponsorizzazione, 2013 Steinlager Series.
I tre incontri furono pianificati ad Auckland, Christchurch e Wellington nei tre sabati centrali di giugno, e il risultato fu di tre sconfitte francesi, una delle quali, la seconda, a zero punti, con sette mete complessive subìte e solo una segnata, nell'incontro inaugurale.
La Francia proveniva da un Sei Nazioni concluso all'ultimo posto, con sconfitte da parte di Italia, Inghilterra e Galles e un pari contro l'Irlanda.
Il primo test match si tenne all'Eden Park di Auckland, lo stesso stadio dove le due squadre si incontrarono per l'ultima volta quasi due anni prima, nel corso della finale della Coppa del Mondo di rugby 2011 vinta dagli All Blacks per 8-7.
La Francia si portò subito sul 7-0 grazie a una meta di Fofana trasformata da Machenaud, ma i locali ebbero una reazione con Aaron Smith e Sam Cane e ribaltarono il punteggio, chiudendo il primo tempo sul 17-10; nel secondo tempo ci furono soltanto 3 punti francesi e 6 neozelandesi (di Aaron Cruden) per un 23-13 finale per gli All Blacks .
Nell'infrasettimanale un XV della Francia affrontò a North Shore City i Blues privati dei loro elementi internazionali impegnati a loro volta negli All Blacks; i visitatori vinsero per 38-15.
Il secondo test match, a Christchurch, fu invece una sconfitta netta, sebbene nel primo tempo i francesi avessero retto il confronto: sotto infatti di 0-10 dopo la prima frazione di gioco, subìrono quasi subito una meta di Ben Smith in apertura di ripresa e nel finale Beauden Barrett sigillò il 28-0, poi fissato da Cruden sul 30-0 finale.
Il terzo incontro, a New Plymouth, vide una Francia tenere testa agli All Blacks per tutto il primo tempo (chiuso con uno svantaggio di soli due punti 6-8) e passare in vantaggio all'inizio della ripresa (calcio piazzato di Jean-Marc Doussain per il temporaneo 9-8 francese); tre piazzati di Dan Carter riportarono la Nuova Zelanda a 17 e una meta a tempo scaduto di Barrett, trasformata ancora da Carter, fissò il punteggio definitivo a 24-9.

## Risultati

### Itest match
| Arbitro: | Wayne Barnes |

|                       |      |                         |
| 32’ A. Smith 37’ Cane | mt   | 9’ Fofana               |
| 32’, 37’ Cruden       | tr   | 9’ Machenaud            |
| 21’, 60’, 74’ Cruden  | c.p. | 35’ Machenaud 46’ Lopez |

| Arbitro: | Alain Rolland |

|                                      |      |  |
| 3’ J. Savea 48’ B. Smith 76’ Barrett | mt   |  |
| 3’, 49’, 77’ Cruden                  | tr   |  |
| 22’, 54’, 64’ Cruden                 | c.p. |  |

| Arbitro: | Nigel Owens |

|                           |      |                   |
| 35’ B. Smith 80’ Barrett  | mt   |                   |
| 80’ Carter                | tr   |                   |
| 15’, 49’, 58’, 72’ Carter | c.p. | 39’, 45’ Doussain |
|                           | drop | 7’ Fritz          |

### Gli altri incontri
| Arbitro: | Jaco Peyper |

|                       |      |                                          |
| 57’ Parsons 62’ Moala | mt   | 31’, 48’ Nakaitaci 44’ Fickou 66’ Kayser |
| 62’ McKenzie          | tr   | 44’, 48’, 66’ Doussain                   |
| 2’ Kerr               | c.p. | 4’, 10’, 21’, 24’ Doussain               |